# Coteaux-du-quercy
 (novembre 2022).
Si vous disposez d'ouvrages ou d'articles de référence ou si vous connaissez des sites web de qualité traitant du thème abordé ici, merci de compléter l'article en donnant les références utiles à sa vérifiabilité et en les liant à la section « Notes et références ».
Le coteaux-du-quercy est un vin français classé par l'Institut national des appellations d'origine en AOC dont le vignoble est situé à cheval sur les départements de Tarn-et-Garonne et du Lot.

## Histoire
Dès sa création, en 1975, le Syndicat des producteurs œuvra pour la reconnaissance dans la catégorie vin de pays de leurs vins. Ce qui fut fait le 17 avril 1976. Puis un décret du 25 janvier 1982 définit les conditions de production du « vin de pays des coteaux-du-quercy » qui regroupe plus de cent soixante vignerons.
La dynamique vers la production des vins de qualité était lancée. C'est ce que reconnut, le 10 avril 1994, le Comité national de l'INAO en émettant un avis favorable à la demande en « appellation d'origine VDQS ». Cette reconnaissance eut lieu six ans après le 18 décembre 1999 avec parution le 22 janvier 2000 au Journal officiel. Et les premiers vins labellisés AOVDQS « Coteaux-du-quercy » furent commercialisés ce même mois. 
La volonté des producteurs d'aller encore plus loin dans la recherche de la qualité, leur permit de déposer le 13 avril 2006 un dossier demandant l'accession en AOC auprès du Comité régional de l’INAO. Celui-ci émit un avis favorable pour présentation au Comité national le 15 juin de la même année. Ce dernier nomma au début du mois de novembre 2006 une commission d’enquête afin de procéder à cet examen.
Les vins des coteaux du Quercy ont obtenu l'appellation d'origine contrôlée le 29 octobre 2011.

## Situation géographique
Son vignoble est situé sur le nord du Tarn-et-Garonne et le sud du Lot.  

### Géologie
Les sols sont argilo-calcaires.

### Climatologie
Le climat est océanique à influences méditerranéennes.

## Vignoble

### Présentation
Le vignoble est installé sur 33 communes de deux départements : 
1. Département de Tarn-et-Garonne : Montpezat-de-Quercy, Bruniquel (en partie), Caussade (en partie), Labarthe, Lapenche, Lavaurette, Mirabel, Molières, Montaigu-de-Quercy, Montalzat, Puygaillard-de-Quercy, Puylaroque (en partie), Montfermier, Réalville, Saint-Georges, Sauveterre, Vaissac (en partie), Vazerac.
2. Département du Lot :  Castelnau-Montratier, Belmontet,Belfort-du-Quercy (en partie), Cézac, Flaugnac, Labastide-Marnhac, Lascabanes (en partie), Le Montat, Montcuq, Montdoumerc, Montlauzun, Saint-Daunes, Saint-Paul-de-Loubressac, Saint-Pantaléon, Valprionde.

### Encépagement
Son cépage principal est le cabernet franc (40 % min et 60 % max), complété par le merlot, le cot, le tannat et le gamay, sans qu'ils ne dépassent 20 % chacun dans l'assemblage final du vin. 

### Méthodes culturales
Les vignes de Coteaux du Quercy sont palissées sur des rangs espacés de 2 m à 2,50 m maximum ; l'écartement entre souches est de 1 m à 1,10 m et la densité de souches est de 4 000 ceps minimum à 5 000 ceps à l'hectare. La hauteur de feuillage est de 1,30 m à 1,50 m, ce qui lui confère le maximum d'exposition au soleil. Les vignes sont rarement cultivées entre les rangs, toutefois un couvert végétal — composé essentiellement de graminées — est maintenu pour assurer une protection aux auxiliaires.

### Terroir et vins
Les rouges, amples et charpentés, sont très aromatiques, ils sont parfaits entre trois et cinq ans. Les rosés, très légèrement acidulés, sont très fruités.

### Type de vins et gastronomie
Les rouges sont très aromatiques et offrent des notes de fruits rouges, de fleurs, d'épices. Ils atteignent leur maturité entre 3 et 5 ans mais peuvent se révéler de bonne garde. Les rosés sont fruités et doivent être dégustés dans leur prime jeunesse. 

### Commercialisation
Afin de parfaire la connaissance de leurs vins, les vignerons organisèrent le 22 août 1992 leur première Fête du vin à Montpezat-de-Quercy. Ce fut en 1995 que le premier concours des Vins reconnu au niveau européen eut lieu. La même année, sous l'égide de Pierre Bogino, fut créée la confrérie des Vins du Quercy.